# Глодішоареле
Глодішоареле (рум. Glodișoarele) — село у повіті Бакеу в Румунії. Входить до складу комуни Секуєнь.
Село розташоване на відстані 256 км на північ від Бухареста, 18 км на схід від Бакеу, 68 км на південний захід від Ясс, 149 км на північний захід від Галаца.

## Населення
За даними перепису населення 2002 року у селі проживали 265 осіб, усі — румуни. Усі жителі села рідною мовою назвали румунську.